# فيليب مورتون
فيليب مورتون (بالإنجليزية: Philip Morton)‏ (20 يونيو 1857 في المملكة المتحدة - 13 مايو 1925) هو لاعب كريكت بريطاني (وحمل سابقاً جنسية المملكة المتحدة لبريطانيا العظمى وأيرلندا). لعب مع Gentlemen cricket team ‏ ونادي مقاطعة سري للكريكت ‏ ونادي جامعة كامبريدج للكريكيت ‏.